# マグマ (アルバム)
『マグマ』は、日本の音楽ユニット・B'zのボーカリスト・稲葉浩志のソロ・デビュー・アルバム。1997年1月29日にRooms RECORDSから発売された。

## 概要
稲葉によると、1995年に発売されたB'zの16thシングル『ねがい』から自身もアレンジに参加しアイデアが出てくるようになったこと、1996年に発売されたカバー・コンピレーション・アルバム『J-BLUES BATTLE Vol.1』でローウェル・フルソンの「TRAMP」をカバーした作業が楽しかったことがきっかけにB'zの制作の合間に楽曲作りを始めた。また、「B'zのときは、松本さんのアイデアや僕のが絡み合って、予想できなかったものが出てくるけど、自分のアイデアそのままで、B'zというフィルターを通らないとどうなるのか知りたかった」とも述べている。元々ソロ活動の予定はなく、楽曲制作を続けていくことでさらにアイデアが出てくるため打ち止めも兼ねてアルバムとして発表したものが本作である。
このアルバムの中で、稲葉は作詞のみならず、作曲やハーモニカの演奏なども行っている。
制作当時はわからないことも多く、勢いまかせで作ったと稲葉が後に語っている。
このアルバムの発売を記念して、プロモーション用にアナログ盤（レコード）が、限定500枚製作された。レコードジャケットもCDのものとは違う写真が使用されている。なお、このアナログ盤は、世話になったスタッフたちに贈答されたため、現在は非常に入手困難なレア・アイテムとなっている。
親交のあった俳優の勝新太郎が、生涯聴き続けたアルバムでもある。
シングル曲もタイアップ曲も収録されていないが、オリコン初動売上は62万枚を突破。日本レコード協会よりミリオンセラー認定を受けた。
また、「冷血」「そのswitchを押せ」「Soul Station」「Chopsticks」「愛なき道」「Little Flower」以外は、全て稲葉本人が歌うミュージック・ビデオが制作されており、『NO.』『CD NEWS』などの音楽番組や、1997年のアルバム発売当時の『COUNT DOWN TV』のアルバム全曲紹介では、全収録曲のミュージック・ビデオが放送されている。
第12回日本ゴールドディスク大賞にてベスト・ロック・アルバム・オブ・ザ・イヤーを受賞。

## 収録曲
1. 冷血(2:15)
  - アルバムの楽曲が出揃った後に、「アルバムの1曲目はこんな曲でいきたい。」という思いから作られた楽曲で[6]、演奏時間は2分15秒と短い。
  - 初めてのソロライブツアー『Inaba Koshi LIVE 2004 〜en〜』でオープニングを飾った。
  - ミュージック・ビデオでは、直接は歌っていないが、黄色の「CAUTION」と印刷された立入禁止のテープが幾重にも張られた中で、黒いシャツを着た稲葉本人が佇む様子を収録している。
2. くちびる(4:15)
  - 原曲は、B'zのアルバム『LOOSE』の頃からあった[7]。
3. そのswitchを押せ(3:33)
  - ライブでは『Koshi Inaba LIVE 2014 〜en-ball〜』で初演奏された。
4. 波(4:46)
  - フルサイズのミュージック・ビデオも製作され、黒いスーツと赤いシャツを着て、サングラスをかけた稲葉本人が、外国人女性が運転するオープンカーに乗りながら歌う様子や、黒い毛皮のコートを着て、オープンカーにもたれながら歌う様子などで構成されている。このミュージック・ビデオは、4thアルバム『Hadou』の初回限定盤に付属のDVDに収録されている[8]。
  - ソロライブでも度々演奏されたほか、『B'z LIVE-GYM '98 "SURVIVE"』でも披露された。
5. 眠れないのは誰のせい(4:02)
6. Soul Station(6:36)
  - オルガンソロから始まる楽曲で、演奏時間は6分34秒と稲葉の楽曲で最も長い。
  - 1995年頃にパリでできた曲で、作っているうちに現在の長さになったという[9]。
7. arizona(5:00)
  - 稲葉本人が、アリゾナを1人旅をした体験を基にしている。
8. 風船(3:53)
  - シンプルなピアノの伴奏と稲葉の低めのヴォーカル、そしてチェロやホルンが随所で聴かれる。
  - 『B'z LIVE-GYM Pleasure'97 "FIREBALL"』で披露された際は稲葉自身が、ピアノの代わりにフェンダーローズを用い、前奏、間奏などでブルースハープも演奏した。ソロツアーでは長らく演奏されていなかったが、『Koshi Inaba LIVE 2016 〜enIII〜』のアンコールで初披露された。
9. 台風でもくりゃいい(3:09)
  - 歌詞中に出てくるイオリとは、以前飼っていた稲葉のペットの猫のこと。
  - メロディは犬の散歩時に思いうかんだもので、帰宅後に一気に作られた[9]。
  - ミュージック・ビデオは、真夜中に部屋の冷蔵庫を覗いたりしながら歌う様子で構成されている。
10. 灼熱の人(3:57)
  - ギターリフから始まり、間奏では稲葉のヴォーカルがギターリフをなぞっている。
  - アルバム制作の初期に出来た楽曲で、リフを最初に考えて作られた。稲葉は「こういう方法を採ると、ツェッペリンみたい。リフさえ出来れば後はどうにかなる（笑）」と語っている[6]。
11. なにもないまち(2:49)
  - 短調のボサノヴァ。アウトロではヴォコーダーを使用している。
  - 曲のモチーフは『B'z LIVE-GYM '96 "Spirit LOOSE"』ツアー先のホテルで作っている[9]。
12. Chopsticks(2:15)
  - インスト曲。4分の7拍子という変拍子で、曲の前半はパーカッションや人の掛け声のみで構成される。アフリカ音楽のようなポリリズムが取り入れられ、多くの打楽器が組み合わさっている。曲の後半からはディストーションのかかったエレキギターがリフを刻み始め、ロックドラムも絡んでくる。
13. JEALOUS DOG(4:32)
  - 言葉が多く、譜割も細かい曲。
  - 歪みを効かせたアコースティック・ベースは、明石昌夫による演奏[6]。
  - 曲中に出てくる犬の鳴き声は、稲葉の飼い犬「BUB」のものである。
14. 愛なき道(4:32)
  - 稲葉の出身地、岡山の方言が一節に使われている。
  - 2004年のソロツアーでは新潟公演以降のアンコールラストナンバー、「Koshi Inaba LIVE 2016 〜enIII〜」では日替わりアンコールラストナンバーだった。
15. Little Flower(6:12)
  - アウトロのスライド・ギターは、ジェフ・ベックの楽曲からの影響だという[7]。
  - 『Koshi Inaba LIVE 2023 〜en3.5〜』にて初披露された[10][11][12]。

## 参加ミュージシャン
- 稲葉浩志：ボーカル・作詞(#1-11.13-15)、全曲作曲・編曲、ブルースハープ（#7.9.13）、パーカッション（#2.3.5.12）、ヴォコーダー（#11）、コーラス
- 寺島良一：全曲編曲、ギター（#1-7.9.11-15）、ベース（#12）、E.Mandolin（#13）、ループドラムプログラミング（#2.3）、リズムシンセプログラミング（#4.11）、パーカッション（#12）
- 山木秀夫：ドラム（#1.3.5-7.15）、ループドラム（#7）
- 野村昌之：ループドラム(#13)
- 青山純：ドラム（#2.9.10.12-14）
- 中村“キタロー”幸司：ベース（#1.5.6.15）
- 明石昌夫：ベース（#2.3.7.9.10.13.14）
- 坂井紅介：ウッドベース（#11）
- 青木智仁：フレットレスベース（#4）
- 松浦善博：スライドギターソロ（#15）
- 関将：ギター（#10）
- 小野塚晃（from DIMENSION）：Hammond B-3（#3.5-7.10.14）、ウーリッツァー（#1.15）、ピアノ（#8.14.15）、パーカッション（#12.14）、Moog（#6）
- 数原晋：トランペット（#5）
- 藤田乙比古：ホルン（#8）
- 小貫詠子：チェロ（#8.15）
- 池田大介：ストリングス&ホルンアレンジ（#8.15）
- 横山崇：ジャンベ（#12）
- 安田稔：ジャンベ（#12）
- SHINSUKE ODA （ADING）：ボイス（#9）